# Tim Veldt
Tim Veldt (ur. 14 lutego 1984 w Amstelveen) – holenderski kolarz torowy, czterokrotny medalista mistrzostw świata i Europy.

## Kariera
Pierwszy sukces w karierze Tim Veldt osiągnął w 2003 roku, kiedy zdobył srebrny medal mistrzostw Holandii w wyścigu na 1 km i brązowy w sprincie. W 2005 roku wspólnie z Theo Bosem i Teunem Mulderem wywalczył srebrny medal w sprincie drużynowym podczas mistrzostw świata w Los Angeles. Dwa lata później, na mistrzostwach świata w Manchesterze Holendrzy w tym samym składzie zdobyli tym razem brązowy medal. Na mistrzostwach świata w Pruszkowie w 2009 roku zdobył brązowy medal w omnium, wyprzedzili go tylko Leigh Howard z Australii oraz Zachary Bell z Kanady. Startowała także na mistrzostwach świata w Kopenhadze w 2010 roku, gdzie był piąty w omnium, a rywalizację w drużynowym wyścigu na dochodzenie Holendrzy z Veldtem w składzie ukończyli na szóstej pozycji. W tym samym roku zdobył srebrny medal w omnium i brązowy w drużynowym wyścigu na dochodzenie podczas mistrzostw Europy w Pruszkowie. Wyniki z ME w Polsce powtórzył na mistrzostwach Europy w Apeldoorn w 2013 roku, a rok później zdobył srebrny medal w omnium podczas mistrzostw świata w Cali. W zawodach tych wyprzedził go tylko Francuz Thomas Boudat, a trzecie miejsce zajął Rosjanin Wiktor Manakow.
Jego ojciec Laurens Veldt również był kolarzem.